# Dobromani
Dobromani (cyr. Добромани) – wieś w Bośni i Hercegowinie, w Republice Serbskiej, w mieście Trebinje. W 2013 roku liczyła 11 mieszkańców.